# Whitelaw Ainslie
Whitelaw Ainslie (1767 - 1837) foi um médico e botânico inglês.